# Noiron-sous-Gevrey
Noiron-sous-Gevrey – miejscowość i gmina we Francji, w regionie Burgundia-Franche-Comté, w departamencie Côte-d’Or.
Według danych na rok 1990 gminę zamieszkiwały 394 osoby, a gęstość zaludnienia wynosiła 60 osób/km² (wśród 2044 gmin Burgundii Noiron-sous-Gevrey plasuje się na 533. miejscu pod względem liczby ludności, natomiast pod względem powierzchni na miejscu 1140.).